# Chippendale, New South Wales
Chippendale este o suburbie în Sydney, Australia.